# Campeonato de los Cuatro Continentes de Patinaje Artístico sobre Hielo de 2015
El XVII Campeonato de los Cuatro Continentes de Patinaje Artístico sobre Hielo se celebró en Seúl (Corea del Sur) entre el 12 y el 15 de febrero de 2015 bajo la organización de la Unión Internacional de Patinaje sobre Hielo (ISU) y la Unión Surcoreana de Patinaje sobre Hielo.
Las competiciones se realizaron en la Pista de Hielo Mokdong de la capital coreana.

## Resultados

### Masculino
| Puesto | Nombre        | País           | Puntos |
| ------ | ------------- | -------------- | ------ |
| Oro    | Denis Ten     | Kazajistán     | 289,46 |
| Plata  | Joshua Farris | Estados Unidos | 260,01 |
| Bronce | Yan Han       | China          | 259,47 |

### Femenino
| Puesto | Nombre          | País           | Puntos |
| ------ | --------------- | -------------- | ------ |
| Oro    | Polina Edmunds  | Estados Unidos | 184,02 |
| Plata  | Satoko Miyahara | Japón          | 181,59 |
| Bronce | Rika Hongo      | Japón          | 177,44 |

### Parejas
| Puesto | Nombre                        | País   | Puntos |
| ------ | ----------------------------- | ------ | ------ |
| Oro    | Meagan Duhamel / Eric Radford | Canadá | 219,48 |
| Plata  | Peng Cheng / Zhang Hao        | China  | 201,45 |
| Bronce | Pang Qing / Tong Jian         | China  | 199,99 |

### Danza en hielo
| Puesto | Nombre                          | País           | Puntos |
| ------ | ------------------------------- | -------------- | ------ |
| Oro    | Kaitlyn Weaver / Andrew Poje    | Canadá         | 177,46 |
| Plata  | Madison Chock / Evan Bates      | Estados Unidos | 176,18 |
| Bronce | Maia Shibutani / Alex Shibutani | Estados Unidos | 170,79 |

## Medallero
| Núm. | País           | Oro | Plata | Bronce | Total |
| ---- | -------------- | --- | ----- | ------ | ----- |
| 1    | Canadá         | 2   | 0     | 0      | 2     |
| 2    | Estados Unidos | 1   | 2     | 1      | 4     |
| 3    | Kazajistán     | 1   | 0     | 0      | 1     |
| 4    | China          | 0   | 1     | 2      | 3     |
| 5    | Japón          | 0   | 1     | 1      | 2     |
|      | TOTAL          | 4   | 4     | 4      | 12    |